# Enigmofusus nicki
Enigmofusus nicki is een slakkensoort uit de familie van de Fasciolariidae. De wetenschappelijke naam van de soort werd in 2002 voor het eerst geldig gepubliceerd door Snyder.